# Houara Oulad Raho
Houara Oulad Raho (àrab هوارة أولاد رحو) és una comuna rural de la província de Guercif de la regió de L'Oriental. Segons el cens de 2014 tenia una població total de 31.462 persones.